# Абдуллах аль-Мустакфи Биллах
Абу́ль-Ка́сим Абдулла́х ибн Али́ аль-Мустакфи́ Билла́х (араб. أبو القاسم عبد الله المستكفي بالله‎; 905—949) — багдадский халиф из династии Аббасидов, правивший с 944 по 946 год. Известен как аль-Мустакфи I.

## Биография
Абдулла ибн Али родился в 905 году. Его матерью была невольница, которую звали Амлах ан-Нас, «румийка» по происхождению.
В 943 году тюркский военачальник Тузун умертвил халифа аль-Муттаки и провозгласил новым халифом аль-Мустакфи. После смерти Тузуна в 945 году его должность занял Ибн Ширзад, не пользовавшийся доверием войск. В это время к Багдаду подступила буидская армия Ахмада ибн Бувайха. Овладев городом, Ахмад ибн Бувайх заставил халифа провозгласить себя эмиром аль-умарой и принял титул султана. Этим он формально показал, что отныне светская власть принадлежит ему, а не халифу. Для большинства суннитского населения Ирака «повелитель правоверных» по-прежнему оставался религиозным главой и ему оказывали внешние знаки почтения. Аль-Мустакфи содержал при себе штат придворных, а его имя поминалось в пятничной молитве и чеканилось на монетах.
В 946 году Ахмад ибн Бувайх заподозрил халифа в заговоре против него и явился во дворец аль-Мустакфи. Он приветствовал халифа и поцеловал перед ним землю. По приказу аль-Мустакфи для Ахмада поставили другой престол, на который он взошел. Вслед за тем к аль-Мустакфи подошли двое дейлемцев. Они протянули руки халифу и тот, подумав, что они просят руку для поцелуя, подал им её. Дейлемцы внезапно схватили халифа, столкнули его с престола и набросили на шею аркан. Аль-Мустакфи потащили вон из зала и вскоре ослепили. Остаток своей жизни аль-Мустакфи провел в темнице.
После свержения аль-Мустакфи бунтовщики привели к власти сына предыдущего халифа аль-Муктадира аль-Фадла (аль-Мути).
Во время правления аль-Мустакфи продолжались вторжения византийских войск. В 943 или 944 году (339 год хиджры) в Азербайджан вторглись русы, которые захватили и разграбили Барду. По пути в Марату среди русов началась эпидемия холеры, которая не позволила им развить свой успех.
В его правление карматы ослабли, а вскоре и вовсе прекратили существование из-за междосусобиц внутри движения.